# Pruská G 10
Pruská řada G 10 je dvojčitá pětispřežní parní lokomotiva na přehřátou páru s vlečným tendrem určená pro nákladní vlaky.

## Vznik a vývoj
Čtyřspřežní lokomotivy pruské řady G 8 měly pro potřeby vozby těžkých nákladních vlaků v průmyslových oblastech zbytečně malou tažnou sílu danou nízkým nápravovým tlakem. Robert Garbe proto navrhl stavbu těžší a výkonnější verze G 8.1 s nápravovým tlakem 17 t. Tyto lokomotivy byly vyráběny od roku 1913, avšak jejich provoz měl tehdy svá omezení - nemohly být nasazeny na mnoha vedlejších tratích s nízkou únosností. Tento fakt vedl Garbeho k rozhodnutí upřednostnit konstrukci pětispřežní lokomotivy řady G 10. Využil přitom upravený pojezd řady T 16 (který byl zpětně využit pro tendrovou lokomotivu řady T 16.1) a kotel P 8. Nová lokomotiva měla výkon odpovídající tehdy navrhované řadě G 8.1, avšak díky nižším nápravovým tlakům měla univerzálnější využití. 
První lokomotivu nové řady postavila firma Henschel & Sohn v roce 1910. Stroj nesl výrobní číslo 9735 a označení pruských státních drah SBR  5101. Ještě téhož roku získala lokomotiva uznání na mezinárodní výstavě v Bruselu. 
Po první světové válce musela firma Krupp opustit zbrojní výrobu. Podobně jako v případě plzeňské Škody i zde zavedli výrobu lokomotiv. Lokomotiva řady G 10 5495 Elberfeld (od r. 1926 57 2161) dokončená 10. prosince 1919 byla první lokomotivou vyrobenou firmou Krupp.
Do roku 1924 bylo vyrobeno celkem 2.615 lokomotiv pro pruské dráhy, dále 35 strojů pro Alsasko-Lotrinsko, 27 pro Sársko a dalších cca 350 pro další země. 
Lokomotivy byly obvykle spřahovány s tendry řad pr 3 T 16,5, pr 3 T 20, pr 2'2' T 21,5, pr 2'2' T 31,5 a bay 3 T 20,2.

## Provoz

### Německo
V letech 1910 – 1924 bylo Pruským státním drahám, resp. Deutsche Reichsbahn dodáno celkem 2.615 lokomotiv typu G 10, dalších 35 bylo dodáno drahám Alsaska-Lotrinska a 27 Sársku. Kromě těchto lokomotiv bylo 350 strojů dodáno železnicím Polska, Rumunska, Litvy a Turecka. Další 222 stroje byly předány do zahraničí po první světové válcev rámci válečných reparací. 
Po válce byla obnovena výroba řady G 10. Nově vzniklé Německé říšské dráhy přidělily v předběžném schématu v roce 1923 těmto lokomotivám řadu 33 a některé nově vyrobené stroje byly dodány s tímto označením. Koncem roku 1923 již byla lokomotivám přidělena definitivně řada 57. Přečíslování se týkalo všech G 10. Lokomotivy dostaly čísla 57 1001-2725 a 57 2892-3524. Mezi nimi byla i 57 1124 původem z Alsaska-Lotrinska. Sárské G 10 dostaly v roce 1935 čísla 57 2727-2763, a to včetně strojů 57 2737-2763, které byly pro Sárské železnice postaveny v letech 1921-1925. Zároveň došlo k jejich redislokaci, takže se dostaly prakticky do všech výtopen na území Německa. 
V průběhu druhé světové války přebraly DR další lokomotivy z Polska (57 2764-2772 a 57 2784-2804) a z Lucemburska (57 2773-2783). Po válce se jedna bývala G 10 z Alsaska-Lotrinska nacházela na území NDR, byla označena 57 3551. Další stroj neznámého původu dostal číslo 57 4245.
Deutsche Bundesbahn měly v roce 1950 asi 649 lokomotiv G 10, Deutsche Reichsbahn v NDR 112 a Sárské dráhy 81 strojů. V západním Německu začaly být vyřazovány z provozu od roku 1968, jako poslední byla vyřazena 22. září 1970 lokomotiva 057 070-5. U DR skončila tato řada o dva roky později. 

### Rakousko
Rakouské c. k. polní dráhy - k.u.k. Heeresbahn - provozovaly od roku 1916 jako ř. 680  20 lokomotiv G 10. Tyto stroje byly určeny pro provoz na přerozchodovaných ruských tratích. Po první světové válce skončilo všech 20 strojů v Polsku a byly začleněny do parku PKP. Některé z nich se za druhé světové války dostaly k DR a byly přečíslovány na 57 2766-2768 a 57 2789-2792.
Podruhé se řada G 10 dostala do Rakouska za 2. světové války. Po válce se nacházelo na území Rakouska 169 těchto lokomotiv. Z nich 96 lokomotiv zařadily ÖBB do svého stavu jako řadu 657, lokomotivám byla ponechána původní inventární čísla DRB. Osm lokomotiv přešlo na jaře roku 1945 k MÁV. Dalších 46 lokomotiv bylo odvlečeno jako válečná trofej v roce 1948 do Sovětského svazu. Původní 534.108 byla v prosinci 1953 vrácena ČSD.
Poslední čtyři stroje byly vyřazeny 20. 11. 1968, mezi nimi i druhý nejstarší stroj řady G 10 – 657.1002. 

### Československo
V Československu se prvně objevily pruské G 10 po první světové válce. ČSD zakoupily v roce 1919 z kořisti americké armády 22 těchto strojů, které byly převzaty ve francouzském Is-sur-Tille, zprovozněny a následně transportovány do Československa. Nejprve byly označeny řadou 82, později dostaly řadu 534.1 a tendry 416.0. Lokomotivy byly provozovány ponejvíce na trati Bratislava – Žilina a na vlárské trati. Většina byla přidělena výtopně v Trenčianské Teplé. ČSD postupně sjednocovaly jejich výstroj s ostatními lokomotivami – byla na ně dosazena sací brzda (později opět tlaková), pojišťovací záklopky Coale, napaječe na výfukovou páru a další. 
Po skončení druhé světové války zůstalo na území Československa deset dalších strojů G 10, z toho devět rumunských. ČSD rumunským lokomotivám nepřidělily vlastní označení a v roce 1952 je vrátily. Poslední byla lokomotiva DRG 57 2740. V důsledku některých modernizací byla její hmotnost oproti původnímu provedení vyšší - 76,6 t. Proto nebyla začleněna pod řadu 534.1, ale dostala označení 535.1500. Jezdila v Chomutově a po čase ji ČSD předaly DR.
Lokomotivy původní řady 534.1 zůstaly v provozu u ČSD. Poslední z nich – 534.111 - byla vyřazena v roce 1970.

### Polsko
První lokomotivy G 10 přešly k PKP po první světové válce PKP převzaly všech 20 rakouských armádních lokomotiv ř. 680. Dalších 35 strojů získaly PKP od pruských železnic v letech 1921 – 1922. Lokomotivy byly označeny řadou Tw1. V roce 1922 bylo dodáno firmou Schwartzkopff dalších 30 nových lokomotiv. Lokomotivy byly nasazeny převážně v jižním a jihovýchodním Polsku, kde bylo množství tratí s malou únosností.
Díky výše uvedené dislokaci se v roce 1939 většina těchto lokomotiv (71) dostala do rukou Sovětského svazu, jen devět přešlo k DR. Osud zbývajících pěti lokomotiv není znám, podle některých zdrojů byly odvlečeny ustupujícími polskými silami do Rumunska. V průběhu války se k DR dostalo dalších 27 strojů z těch, které při obsazení Polska připadly SSSR. 
Po válce se jen deset z původně polských lokomotiv vrátilo k PKP. Přišly však jiné, takže celkový stav PKP čítal 141 stroj řady Tw1. Některé další stroje, které se nacházely na území Polska, byly vráceny nebo sešrotovány.
V poválečných letech byla řada Tw1 soustředěna převážně na severu Polska. Většinou byla nahrazována řadou Ty2 (DRG řada 52), které nemohla řada Tw1 se svojí nízkou účinností danou nižším tlakem v kotli konkurovat. Čtyři lokomotivy si v 50. letech dočasně pronajala armáda a asi tucet byl použit v přechodových stanicích na širokém rozchodu. 

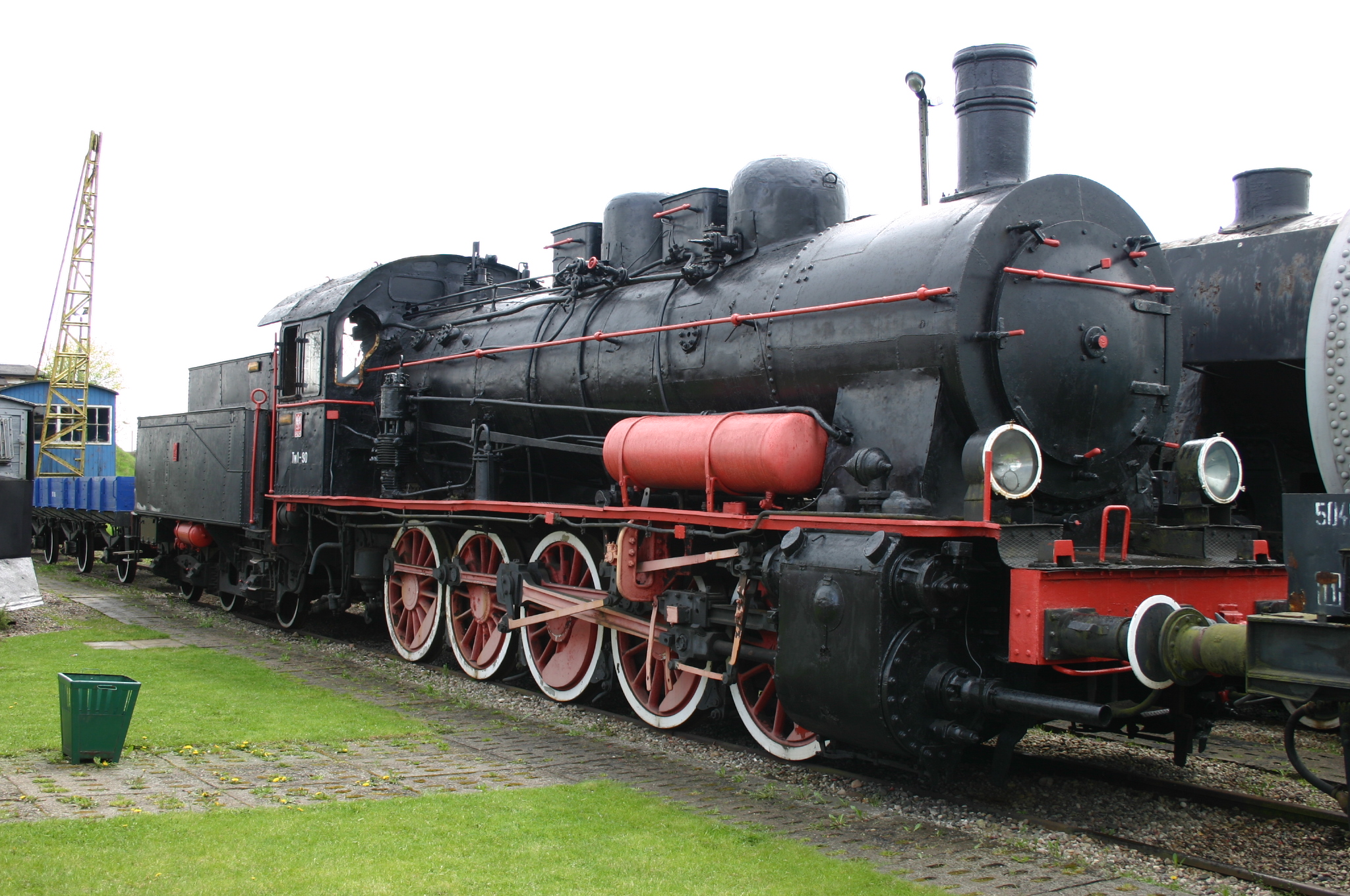
G10 jako Tw 1-90 PKP ve Koscierzyna 10.05.05

Ještě v roce 1960 provozovaly PKP 116 lokomotiv řady Tw1, ale pak již začalo vyřazování, takže v prosinci 1976 dojezdila poslední z nich - Tw1-90 (Borsig 10438/1919, KPEV Kattowitz 5495, DRG 57 1658). Tento stroj zůstal jako jediný zachován a nachází se ve sbírce vozidel v obci Kościerzyna.

### Francie

#### Alsasko-Lotrinsko
Alsasko-Lotrinské dráhy si první stroje řady G 10 pořídily již v roce 1910. Byly označeny čísly 1901 – 1907, od roku 1912 5401 – 5407. Tyto lokomotivy dodala firma Henschel. V letech 1912 – 1913 k nim přibyly stroje 5408 – 5431 dodané Společností alsaských strojíren v Graffenstadenu. Další 4 stroje (5432 – 35) dodala roku 1913 firma Borsig.
Po první světové válce přibylo do stavu Alsasko-Lotrinských drah 17 strojů (5437 – 53), které muselo Prusko odevzdat jako válečnou reparaci. Další dva stroje – 5454 a 5455 – byly zadrženy na území Alsaska-lotrinska jako válečná kořist.

#### PO
La Compagnie du chemin de fer de Paris à Orléans získala z válečných reparací celkem 27 strojů G 10. Dvacet jeden prodala PLM a zbylé označila 5526 – 5531. Byly přiděleny depům Bordeaux, Coutras a Vierzon a využívány především k posunu. 

#### PLM
Compagnie du chemin de fer Paris-Lyon-Méditerranée získala po 1. světové válce celkem 49 strojů G 10. Označila je 5001 - 5049. V roce 1924 nakoupila dalších 21 lokomotiv této řady od PO, všechny lokomotivy byly zároveň přeznačeny na řadu 5 B s čísly 1 – 70. Lokomotivy byly přiděleny depům Besançon, Dijon a Grenoble pro vozbu nákladních vlaků v podhůří Alp i v postrkové službě. 

#### SNCF
Po znárodnění železnic v roce 1938 došlo i k přečíslování lokomotiv podle regionů: 
- Lokomotivy AL dostaly čísla 1-050 B 401 - 435 a 437 – 455 (oblast východ)
- Šest lokomotiv PO bylo označeno 4-050 D 526 – 531 (oblast jihozápad)
- Sedmdesát G10 PLM neslo označení 5-050 B 1 – 70 (oblast jihovýchod)

Oblasti nasazení lokomotiv se touto událostí příliš nezměnily. G10 v oblasti východ byly dále nasazeny v oblasti revírů v okolí měst Metz a Thionville, dokud nebyly nahrazeny silnějšími stroji řady G 12. Poté byly zařazeny do nákladní dopravy jižně od Alsaska, kde posílily skupinu lokomotiv řady G 8.1. 
Během druhé světové války byla řada francouzských lokomotiv rozptýlena po Německu a okupovaných územích, kde sloužily v dopravě na východní frontu. Většina z nich se po válce vrátila k SNCF
Po skončení války zanechali němečtí okupanti na území Francie dalších 182 lokomotiv řady 57.10-35. Celkem měly po válce SNCF 304 strojů této řady. Všechny byly přiděleny oblasti východ. Kromě lokomotiv AL dostaly všechny nové označení:
- dva zbylé stroje ex-PO byly označeny 1-050 B 126 a 131,
- bývalé stroje PLM byly označeny 1-050 B 502 - 570,
- nově získané stroje DRG dostaly označení 1-050 B 601 - 790

Přestože šlo o stroje jednoduché, hospodárné a snadno udržovatelné, bylo rozhodnuto přednostně využívat lokomotivy řady G 8.1, které měly vyšší výkon, srovnatelnou tažnou sílu a nižší náklady na údržbu již vzhledem k tomu, že měly o jednu spřaženou nápravu méně. V roce 1951 bylo ve stavu SNCF již jen 226 lokomotiv tohoto typu, řada z nich již byla sešrotována nebo prodaná v ocelářském průmyslu nebo uhelným dolům v oblasti Lorraine. V roce 1955 tato řada u SNCF končí.

### Itálie
Po první světové válce se dostalo 9 strojů G 10 k FS. Ty je označily 473.001-09. Byly umístěny v depu v Turíně, později i v Pistoi, Alexandrii a Miláně. Sloužily ve vozbě těžkých nákladních vlaků, později už jen na posunu. Dosloužily koncem 50. let, poslední byla rozložena v roce 1963. 

### Rumunsko

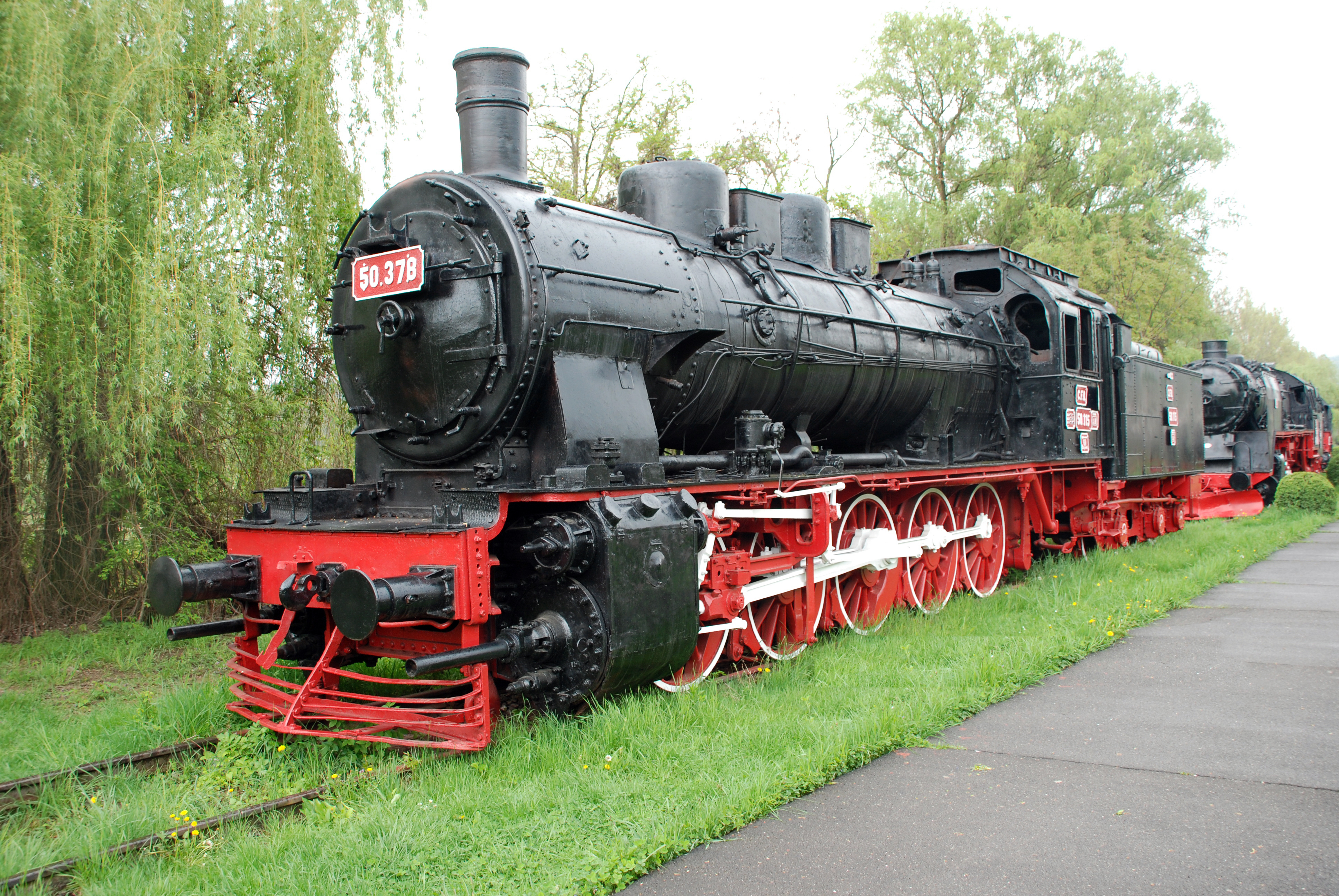
50.378 CFR

První lokomotivy typu G 10 objednaly CFR u německých lokomotivek v roce 1920. Lokomotivy byly vyrobeny a dodány v letech 1921 – 1923 (1924). Prvních 50 lokomotiv (přinejmenším část z nich) neslo ještě čísla dle starého schématu – 5501 – 5550. Další již byly označeny řadou 050.1, od roku 1926 zjednodušeně 50.1. Celkem se jednalo o dodávku 142 strojů – 50.101 – 50.242
V roce 1926 obdržely CFR dalších 42 lokomotiv řady 57.10-40 jako válečnou reparaci. Jednalo se o lokomotivy z let 1919 – 1924. Tyto lokomotivy nesly označení 50.253 – 50.294. Dalších 9 lokomotiv dodala na objednávku firma Jung v roce 1927 – 50.295 – 50.303.
24. 8. 1929 uzavřelo vedení CFR s firmou AEG smlouvu na úpravy 20 lokomotiv P 8 a 80 lokomotiv G 10. Jednalo se o dosazení elektrického osvětlení, přídavného olejového topení, dosazení vodočističů Pecz-Rejtö, injektorů Friedmann LFX na výfukovou páru a ASZ 10 na ostrou páru. Rekonstrukce proběhly v období prosinec 1929 – únor 1930.
V roce 1930 bylo dodáno posledních 80 strojů z Německa – lokomotivy 50.390 – 50.469. Lokomotivy byly shodné s předchozími dodávkami, jediným podstatným rozdílem byla instalace přídavného olejového topení.

#### Zahájení výroby lokomotiv v Rumunsku
První rumunskou normálněrozchodnou lokomotivu vyrobila továrna na výrobu a zpracování kovů v Rešici (UDR) podle německé dokumentace řady G 10. Továrna byla založena roku 1771 a do té doby vyprodukovala v letech 1872-1898 devět lokomotiv pro rozchod 948 mm. Kromě toho opravovala lokomotivy různých typů pro CFR. 9. května 1920 uzavřela s CFR dvacetiletou smlouvu, kde se UDR zavazovala do 5 let vybudovat kapacitu pro výrobu 60 lokomotiv ročně a CFR se zavazovala nejméně polovinu z tohoto množství každoročně odebrat. 
První lokomotivu s číslem 50.243 a s čestným názvem „Regele Ferdinand“ vyrobila továrna v roce 1926. Král Ferdinand se zúčastnil její první zkušební jízdy 10. června 1926 i slavnostního předání 14. září téhož roku. 
Podobnou smlouvu jako UDR uzavřel s CFR 31. května 1927 rumunský podnikatel, inženýr Nicolae Malaxa. Na rozdíl od UDR začínal z ničeho. Rozhodl se poblíž stanice Titan u Bukurešti vybudovat moderní lokomotivku. Prvního ledna, kdy dosud nestál jediný sloup nového podniku, slíbil, že do 20. prosince předá první lokomotivu. Lokomotivka byla úředně založena 3. února. Z lokomotivky v Karlsruhe, která byla v likvidaci, přivezl Malaxa vybavení. Dokumentaci řady G 10 pořídil u firmy Borsig, jejíž zakladatel byl Malaxovým přítelem. Kvalifikovaný personál pro zahájení výroby a zaškolení místních dělníků poskytla v počtu 125 osob též firma Borsig a její filiálka LOREP. 
Dne 18. prosince 1928 byla dokončena a 21. prosince CFR slavnostně za přítomnosti krále předána lokomotiva 50.340 „Regele Mihai“.
Celkem 261 lokomotiv dodala v letech 1926-1944 lokomotivka Rešica a 259 lokomotiv v letech 1929-1940 lokomotivka Malaxa.

#### Změny v konstrukci
Série deseti strojů 50.1001 – 50.1010 z roku 1936 vyrobených v lokomotivce Rešica měla několik zásadních změn – dyšnu Kylchap, ventilový rozvod Lentz, čistič trubek Superior. Dyšnu Kylchap a čistič trubek Superior měly i stroje 50.623-647 z produkce Malaxa. Od roku 1939 měly lokomotivy počínaje strojem 50.774 zvýšenou maximální rychlost na 70 km/h. 
V roce 1942 byla provedena série zkoušek za účelem prověření možnosti zvýšení účinnosti lokomotiv. Na základě výsledků byl stroj 50.279 vybaven dvojitou klenbou v topeništi, což zvýšilo účinnost o 11%. Tato úprava byla provedena i na poslední sérii lokomotiv 50.859-883. Z této série zůstala po válce jediná 50.864 v Rumunsku, ostatní byly jako válečná reparace předány Sovětskému svazu. Shodou okolností tato lokomotiva byla 28.2.1993 vyřazena z provozu jako jedna z posledních své řady. 

#### Po 2. světové válce
Válečné události značně zamíchaly osudy těchto lokomotiv. V roce 1940 připadla severní Bukovina a Basarábie SSSR a s tím i 46 lokomotiv řady 50.1. Na základě rumunsko-sovětské smlouvy bylo SSSR předáno v témže roce dalších 40 strojů. Z těchto 86 lokomotiv bylo 36 přiděleno do Taškentu. Necelá polovina lokomotiv se v říjnu 1942 vrátila do Rumunska. Pro dopravu vlaků s ropou si již v srpnu a září 1940 pronajaly CFR 50 lokomotiv řady 57 DRG. Na konci války se 91 rumunských lokomotiv ocitlo v zahraničí, 29 z nich se již nevrátilo. V říjnu 1945 předalo Rumunsko SSSR 25 lokomotiv řady 50.1 – výše zmíněnou poslední sérii a stroj 50.821. Naopak koncem roku 1951 převzaly CFR 12 původně německých lokomotiv, dostaly označení 50.901-912.
Nejvyššího počtu dosáhla řada 50.1 v prosinci 1943 – 713 ks. K 1. lednu měly CFR ve stavu 645 lokomotiv této řady, z toho 376 provozních, v roce 1971 630 strojů, z toho 393 provozních. Poslední z nich skončila na posunu ve stanici Halmeu v červenci 1994.

#### Model
Pro své sídlo v Bukurešti nechalo v roce 1939 vedení lokomotivky v Rešici zhotovit maketu lokomotivy řady 50.100 v měřítku 1:5. Maketa byla poškozena při bombardování v dubnu 1944, po válce byla opravena a poté předána jako dar J.V.Stalinovi k 50. narozeninám. Nyní se nachází v univerzitním muzeu Státní dopravní univerzity v Gomelu (Bělorusko). 

### Belgie
Belgie obdržela po první světové válce 45 lokomotiv pruské řady G 10. V roce 1931 jedenáct z nich bylo prodáno Dráze prince Jindřicha, která provozovala železniční dopravu v Lucembursku, a zbytek byl přeznačen na řadu 9000, a to tak, že poslední dvě číslice odpovídaly posledním dvěma číslicím původního pruského značení (5415 – 9015). Do roku 1940 byly dva stroje zrušeny a zbytek byl na přelomu let 1940/41 převzat DR. Po válce se vrátilo do Belgie 28 lokomotiv a dalších 10 strojů zbylo na belgickém území po válce. Všech 38 lokomotiv dostalo nové označení ve tvaru 90.0xx. Jeden z německých strojů byl již těžce poškozen. Devět lokomotiv původem DR bylo v roce 1950 předáno DB, ostatní dojezdily v roce 1953. 

### Lucembursko
Société anonyme luxembourgeoise des Chemins de fer et Minières Prince Henri (Akciová společnost lucemburských železnic a dolů prince Jindřicha) si pořídila v roce 1934 v Belgii 11 starších lokomotiv bývalé pruské řady G 10. Označila je řadou K s čísly 451 – 461. Za druhé světové válka je převzaly DRG a označily 57.2773-2783. Po válce převzaly nově vzniklé CFL další 4 stroje. Všechny lokomotivy byly přeznačeny na řadu 52 s čísly 5201-5211 a 5221-5224. Poslední dojezdily v roce 1966. 

### Litva
Lokomotivy G 10 se objevily v Litvě již po 1. světové válce. LG je označily řadou P 10.

### Turecko

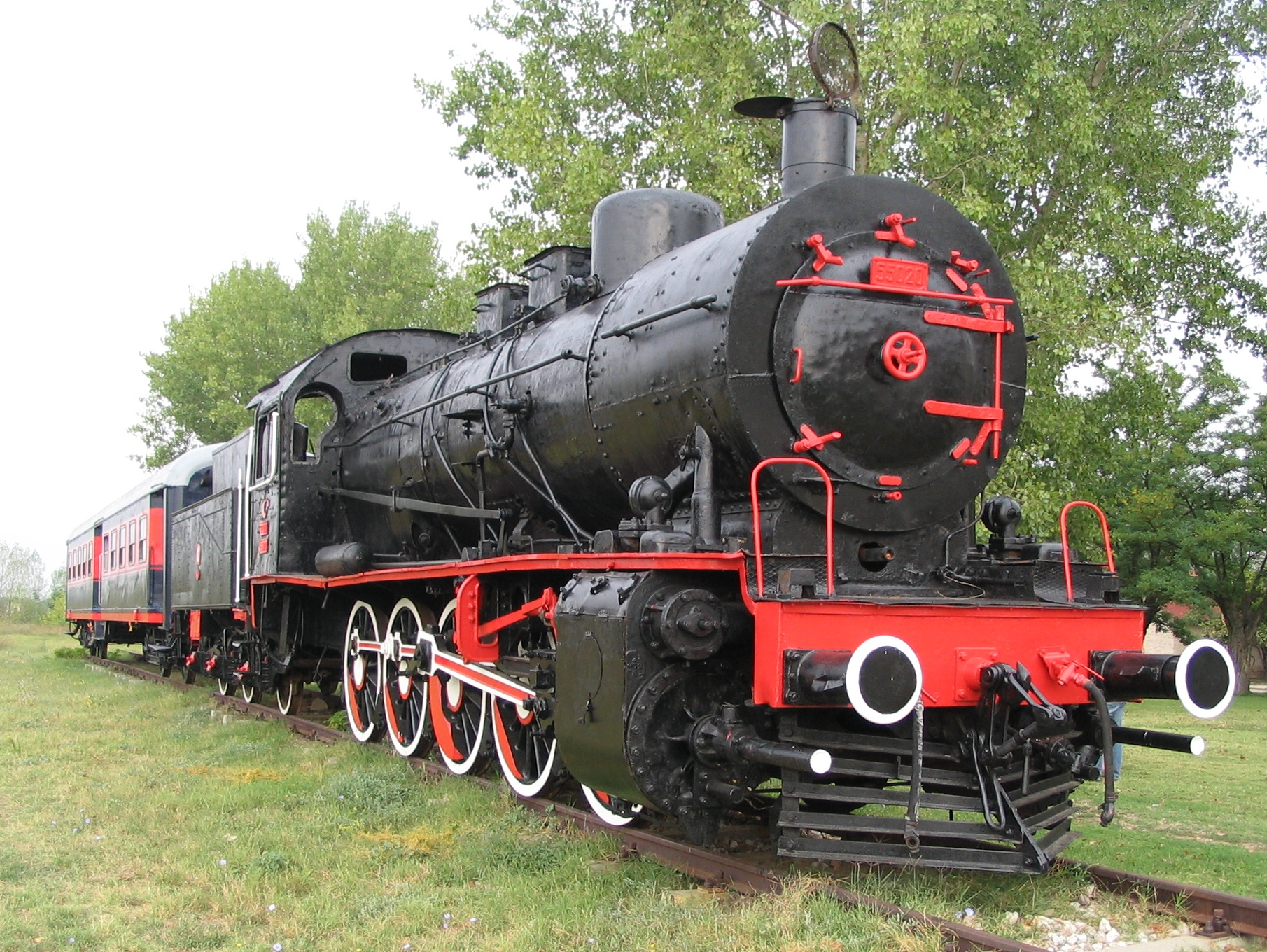
55.020 TCDD v Edirne

Prvních šest strojů řady G 10 se dostalo na území dnešního Turecka buď během 1. světové války, nebo krátce po ní. Lokomotivy si pořídily tehdejší Anatolské dráhy (CFOA) a později u TCDD dostaly čísla 55019 – 55024. V roce 1924 obdržely CFOA dalších 20 strojů této řady od firmy Berliner Maschinenbau, AG, dříve Schwartzkopff (55030-55049) a o dva roky později pět strojů (55025 – 55029) od firmy Henschel. V letech 1927 – 1928 následovala poslední dodávka pro TCDD - 18 strojů (55001 – 55018) od švédské firmy NOHAB. Lokomotivy byly se svými nízkými nápravovými tlaky velmi vhodné pro tureckou železniční síť. Poslední z nich dojezdily v 80. letech 20. století.

### Sýrie
Socit Ottomane du Chemin de fer Damas-Hama si pořídila pro bagdádskou dráhu dva stroje G 10. Syrské železnice (CFS) je později označily 050.501 a 502.

### Sovětský svaz
Cca 900 lokomotiv se v průběhu války ocitlo v Sovětském svazu. Jednalo se zpočátku o stroje polské, později k nim přibyly i německé a rumunské. Lokomotivám byla přidělena řada ТЩ (T-Šč), část z nich byla přerozchodována na 1524 mm. Ne všechny stroje byly po válce vráceny. U SŽD jezdily některé z nich ještě v polovině 60. let.

### Jugoslávie
Do Jugoslávie se dostala řada 57.10-35 DR až během 2. světové války. V roce 1945 měly JDŽ ve stavu 196 strojů, které označily řadou 28. V roce 1947 byla řada změněna na 35.

### Norsko
Lokomotivy, které přešly po 2. světové válce k NSB byly označeny řadou 61a s původními inventárnímy čísly DR.

### Holandsko
Po druhé světové válce jezdily lokomotivy G 10 v Holandsku jako řada 48.

### Řecko
Lokomotivy OSE byly označeny řadou Κα (kappa alfa).

## Popis konstrukce
Lokomotivy řady G 10 byly pětispřežní, dvojčité na přehřátou páru, s vlečným tendrem. Byly určené pro nákladní dopravu na tratích s méně únosným svrškem.
Kotel lokomotivy měl osu 2700 mm nad TK a obsahoval 127 žárnic a 26 kouřovek. Roštová plocha činila 2,62 m, přímá výhřevná plocha 14,47 – 14,62 m, nepřímá 143,3 – 148,6 m, plocha Schmidtova přehřívače 50,20 – 58,9 m – parametry se v průběhu výroby poněkud měnily. Kotel byl prakticky shodný a záměnný s řadou P 8, pouze parní dóm byl u řady G 10 nižší. Za parním dómem se nacházel písečník. Pojišťovací ventily byly typu Ramsbottom. Dýmnice měla větší průměr, než byl průměr válcového kotle.
Pojezd měl vnitřní rám s plechovými postranicemi tloušťky 30 mm. Pět spřažených dvojkolí o průměru 1 400 mm (obruče 75 mm) mělo celkový rozvor 6 000 mm (4x 1 500 mm). Prostřední dvojkolí bylo hnací a mělo zeslabené okolky, první a poslední dvojkolí mělo oboustranný posuv 28 mm. U strojů vyrobených po roce 1922 bylo posuvné pouze první dvojkolí a navíc mělo posuv i čtvrté. Lokomotivy dále dostaly druhý písečník, napájecí dóm a napájecí čerpadlo Knorr s předehřívačem vody.
Během válečného nasazení na Ukrajině a v Bělorusku byly prováděny dodatečné tepelné izolace kompresorů, napájecích čerpadel, písečníků, turbodynam, spojovacího vodního potrubí a dalších ohrožených částí. Lokomotivy dostávaly i kamuflážní nátěr a některé byly opancéřované. 

## Zachované stroje

### Německo

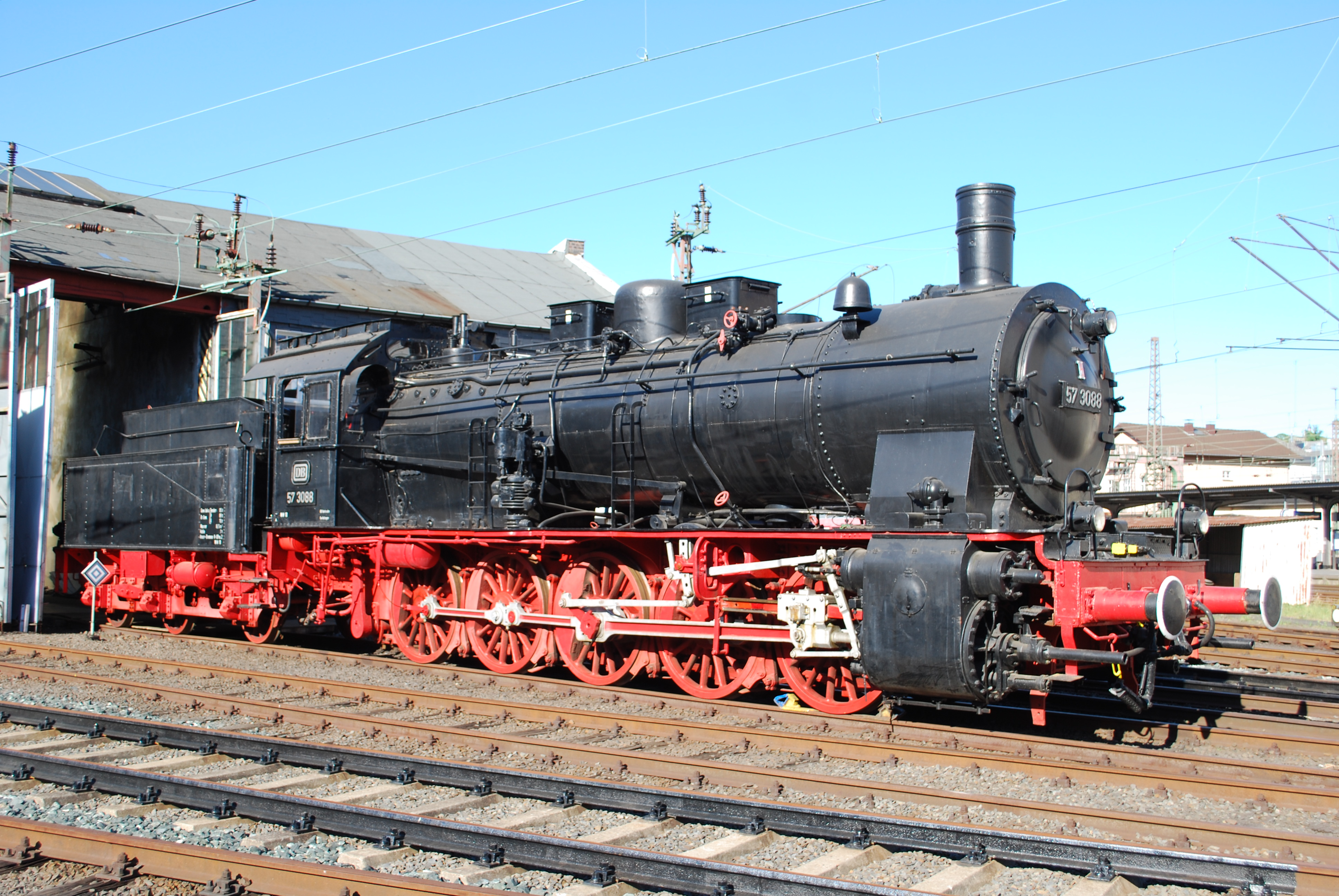
57 3088 v Siegenu

- 57 3088 (Rheinmetall 550/1922, KPEV Halle 6011) v Betzdorfu
- 57 3297 (Hohenzollern 4401/1923) v Saské Kamenici
- 57 3525 – bývalá CFR 50.227 (Rheinmetall 913/1926) s fiktivním číslem v Bavorském železničním muzeu v Nördlingenu
- 50.397 (Henschel 21659/1930) v Heilbronnu

### Rakousko

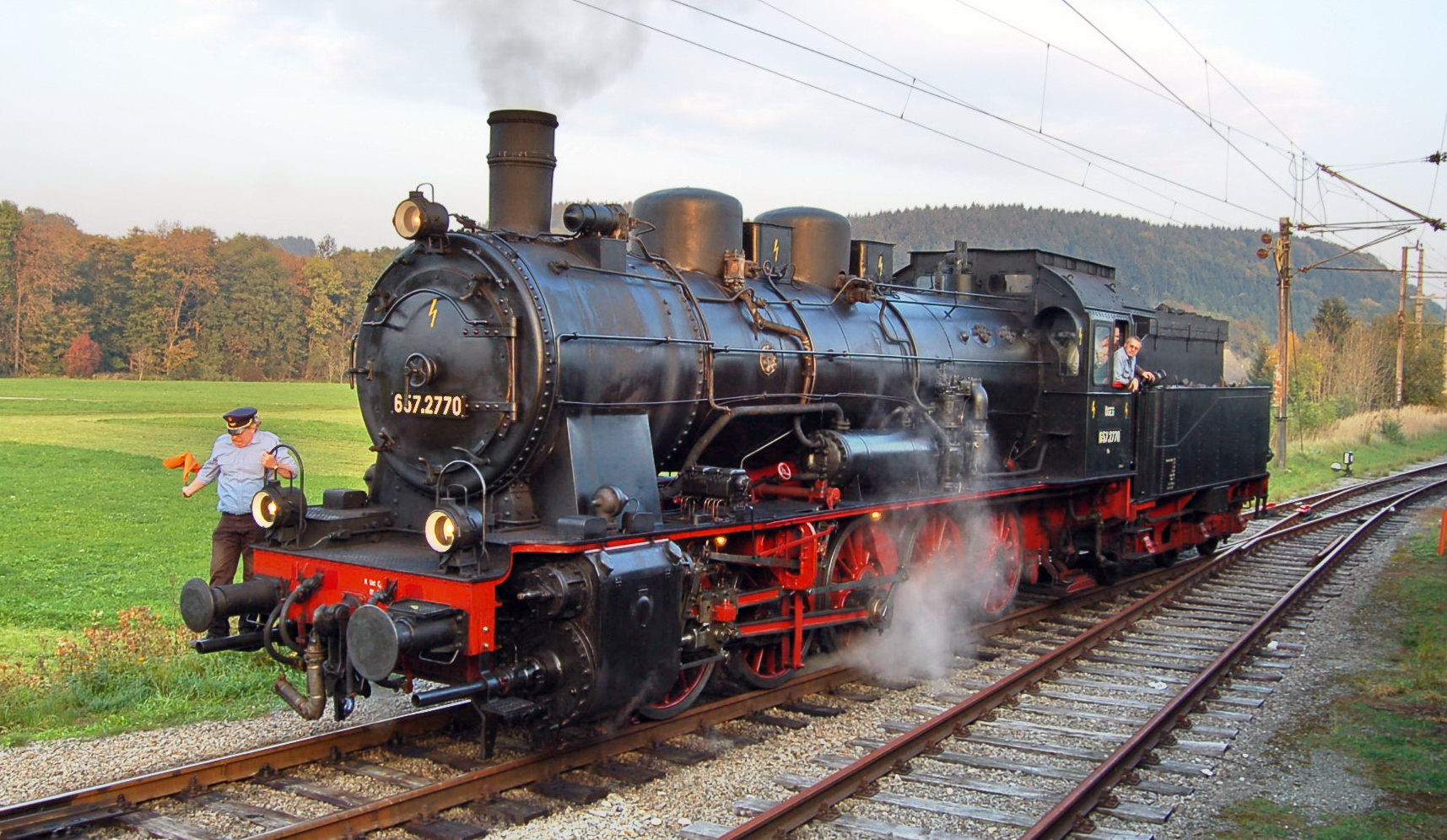
G 10 jako 657.2770 ÖBB ve stanici Timelkam

Rakouská společnost železniční historie (Österreichische Gesellschaft für Eisenbahngeschichte) vlastní čtyři stroje G 10 rumunského původu:
- 50.459 (AEG 4414/1930) jako 657.3549
- 50.519 (Malaxa 45/1931) jako 657.2519
- 50.770 (Malaxa 299/1938) jako 657.2770 - provozní
- 50.608 (Malaxa 144/1934) – tento stroj zůstává s původním označením v Cluji.[1]

### Polsko
Tw1-90 (Borsig 10438/1919, KPEV Kattowitz 5495, DRG 57 1658) – poslední stroj vyřazený PKP v prosinci 1976 a jediná G 10 v Polsku se nachází v městě Kościerzyna.

### Rumunsko
- 50.451 (Schichau 3180/1930)
- 50.469 (AEG 4428/1930)
- 50.550 (Reşiţa 1931)
- 50.659 (Malaxa 1935)
- 50.735 (Malaxa 1938)
- 50.852 (Malaxa 1940)
- 50.1001 (Reşiţa 1936)[7]

### Turecko
- 55 047 (Schwartzkopff 1924) – museum Ankara
- 55 037 (Schwartzkopff 1922) – museum Çamlık
- 55 022 (Borsig 1913, ex KPEV) – Istanbul Rahmi M. Koç Museum
- 55 011 – pomník Kars
- 55 016 – pomník Dinar
- 55 020 – pomník Trácká univerzita Edirne
- 55 025 – pomník Afyon
- 55 013 + 55 043 – šrot – Usak (srpen 2009)[10]